# Ante Razov
Ante Razov (n. Whittier, California; 2 de marzo de 1974) es un exfutbolista estadounidense. Hijo de inmigrantes croatas, comenzó jugando en UCLA hasta que fue drafteado por Los Ángeles Galaxy en la tercera ronda del draft de 1996 de la Major League Soccer. Aunque estuvo dos temporadas en Los Ángeles, no disfrutó de muchos minutos y sólo anotó un gol, por lo que decidió irse a Chicago Fire, club en el que triunfó.
En Chicago Fire estuvo 7 temporadas consecutivas, salvo un breve período de la temporada 2000-2001 que jugó en Racing de Ferrol, de la Segunda División de España. Al igual que en C.D. Chivas USA, Ante Razov es el máximo goleador en la historia de Chicago Fire, con 76 goles y 190 puntos. Con Chicago Fire ganó la MLS Cup en 1998 y la U.S. Open Cup en 1998, 2000 y 2003. En 2004, tras unos conflictos con su entrenador Dave Sarachan, fue traspasado a Columbus Crew.
No estuvo demasiado tiempo en Columbus (Ohio). Más conflictos con su entrenador Greg Andrulis llevó a Ante Razov a reunirse con uno de sus ex entrenadores en Chicago Fire, Bob Bradley, y a fichar por MetroStars, actualmente llamados Red Bull New York, club en el que permaneció hasta 2006. Ese año fue fichado por C.D. Chivas USA, siendo a septiembre de 2008 el segundo máximo goleador de la historia de la Major League Soccer con 114 goles, por delante de Jason Kreis y por detrás de Jaime Moreno, que lidera la tabla histórica con 122 goles y estando en ese momento aún en activo.
Ante Razov debutó con la selección de fútbol de Estados Unidos el 25 de marzo de 1995 contra la selección de fútbol de Uruguay cuando aún se encontraba en el equipo de su universidad. Es importante mencionar que Ante Razov ha sido el último futbolista estadounidense llamado a la selección cuando aún se encontraba en el equipo de su universidad. A pesar de no haber disputado nunca una Copa Mundial de Fútbol, ha marcado varios goles en las fases clasificatorias, haciendo un total de 6 goles en 26 partidos.

## Trayectoria
| Período   | Club                                   |
| --------- | -------------------------------------- |
| 1992-1995 | Universidad de California, Los Ángeles |

| Período              | Club                      | Partidos (goles) |
| -------------------- | ------------------------- | ---------------- |
| 1996-1997            | Los Ángeles Galaxy        | 6 (1)            |
| 1998-2000, 2001-2004 | Chicago Fire              | 155 (76)         |
| 2000-2001            | Racing Club de Ferrol     | 19 (6)           |
| 2005                 | Columbus Crew             | 7 (1)            |
| 2005                 | Red Bull New York         | 18 (6)           |
| 2006-2009            | Club Deportivo Chivas USA | 76 (30)          |

| Período   | Selección      | Partidos (goles) |
| --------- | -------------- | ---------------- |
| 1995-2007 | Estados Unidos | 26 (6)           |

- Datos: Q571602